# Toma (Toma)
Pour les articles homonymes, voir Toma.
Pour le département et la commune rurale, voir Toma (département).
Toma est une ville et le chef-lieu du département et la commune rurale de Toma, situé dans la province du Nayala et la région de la Boucle du Mouhoun au Burkina Faso. C'est également le chef-lieu de la province.

## Géographie
Toma est située à 72 km au nord de Koudougou et à 190 de Ouagadougou. Le village est traversé par la route nationale 21.

## Santé et éducation
Le village accueille un centre médical avec antenne chirurgicale (CMA) ainsi qu'un dispensaire isolé.

## Personnalités liées à la commune
- Alfred Ki-Zerbo, catéchiste réputé être le premier chrétien de Haute-Volta[réf. nécessaire] ;
- Joseph Ki-Zerbo, fils du précédent, historien et homme politique.